# Jean Baptiste Christophe Fusée-Aublet
Pour les articles homonymes, voir Fusée et Aublet.
Jean Baptiste Christophe Fusée-Aublet est un pharmacien, botaniste et explorateur français, né le 3 novembre 1723 à Salon-de-Provence et mort le 6 mai 1778  à Paris,.

## Biographie
Très jeune, il s'embarque à Toulon pour aller en Espagne à Grenade chez l'apothicaire Don Antonio Sanchez Lopez. Il y reste un an puis retourne à Salon-de-Provence et ensuite à Montpellier pour suivre les cours des médecins-botanistes Gérard Fitz-Gerald et François Boissier de Sauvages. Il se rend ensuite à Lyon où il rencontre Bernard de Jussieu, puis entre au service des hôpitaux des armées de l'infant Dom Philippe). Cet emploi lui laissant peu de temps pour herboriser, il se rend à Paris pour suivre les cours de chimie de Guillaume-François Rouelle et ceux de botanique du jardin du roi. Il rencontre diverses personnalités tels Monsieur de Bombarde (Pierre-Paul fils de Gio Paolo Bombarda), D'Holbach, Michel Adanson, etc.
Après avoir envisagé de se rendre en Prusse, il quitte Paris en 1752 car, sur proposition du ministre de la Marine, la Compagnie des Indes décide de l'envoyer à l'Île-de-France (actuelle île Maurice) pour y établir un laboratoire afin de fournir leurs comptoirs en médicaments et y créer un jardin botanique. Il y travaille comme apothicaire durant neuf ans.

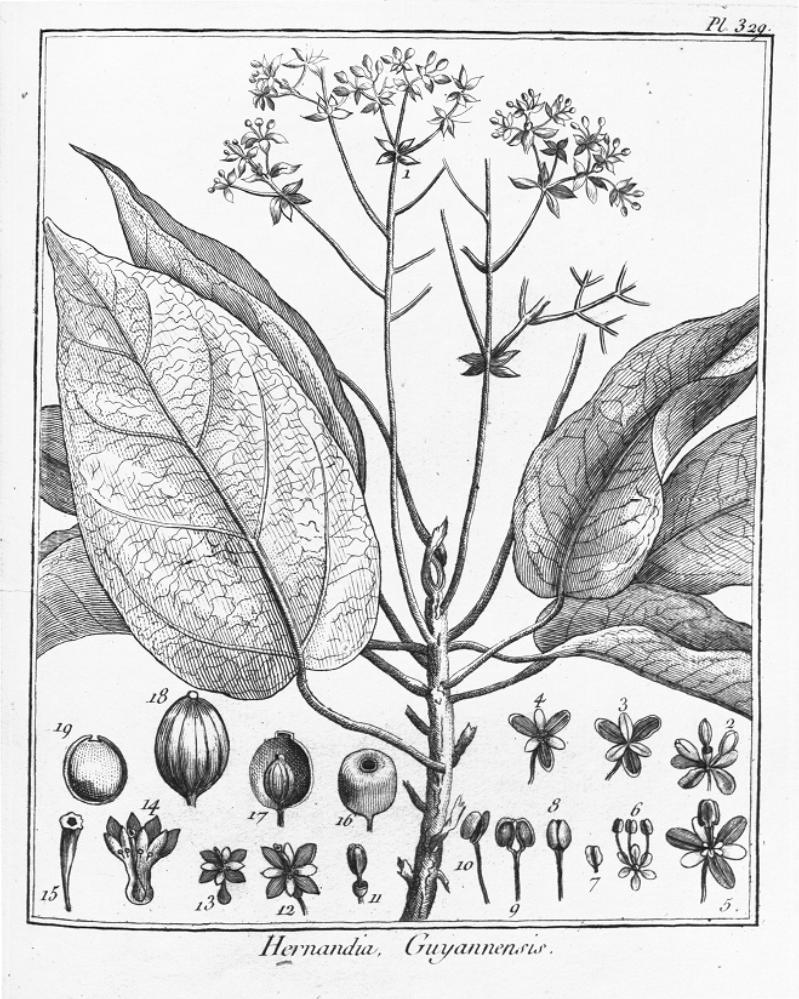
Histoire des plantes de la Guiane Française
Hernandia guianensis (Explication de la planche 329 : 1. Feuillets des panicules & des bouquets de fleurs. - 2. Boutons de fleurs dont une femelle entre deux mâles, garnis à leur baſe de quatre feuillets. - 3. Corolle de fleur mâle. - 4. Corolle avec ſix glandes dans le centre. - 5. Corolle mâle, épanouie, avec trois étamines rapprochées & comme unies enſemble, garnies, a leur attaché, de ſix glandes. - 6. Les trois étamines & les ſix glandes ſéparées. - 7. Une glande ſéparée. - 8. Étamine vue de face. - 9. Étamine vue avec les deux bourſes ouvertes. - 10. Étamine vue par le dos. - FLEUR femelle.11. Bouton de fleur. - 12. Fleur épanouie. - 13. Corolle hors du calice. - 14. Corolle ouverte, piſtil, & quatre corps glanduleux, au bas des quatre lobes internes de la corolle. - 15. Style. Stigmate. - 16. Calice qui a pris la forme d’une veſſie, & qui contient la noix. - 17. Veſſie coupée verticalement. Noix. - 18. Noix de groſſeur naturelle. - 19. Coque qui renferme l'amande.)

Tout en réalisant sa mission (pharmacie et création du Jardin de Pamplemousse), Fusée-Aublet se montre un bon administrateur. Ami de Jean-Jacques Rousseau, Fusée-Aublet ne cesse de dénoncer la condition des esclaves ce qui lui crée de nombreux ennemis dans l'île.
Il entre également en conflit avec Pierre Poivre : au retour d'une mission secrète pour la compagnie des Indes, Poivre rapporte des plants et semences de Muscadiers et de Girofliers que Fusée-Aublet qualifie de faux (« prétendus muscadiers ») et les identifie comme des calaba de Plumier ou des noix d'arec. Pierre Poivre confie à divers habitants ses plants en état plus ou moins bon, plants qui ne survivront pas. Poivre accuse fallacieusement Fusée-Aublet d'en être responsable, en raison d'une jalousie ou d'une trahison liée à une "mission secrette qu'il avait reçue des ennemis de [son] projet". Il écrit lettres et mémoires, notamment au conseil supérieur de l'île, pour rendre Fusée-Aublet responsable de l'échec de ses missions,,.
La tension à son encontre culmine en 1761 lorsqu'il affranchit tous ses esclaves et se met en ménage avec Armelle Conan (indigène de l'île Maurice) de laquelle il aura deux fils (Alexandre et Charles) et une fille. Seule Charles a survécu à l'âge adulte. Il dû rentrer précipitamment à Paris en 1762. La même année il crée un jardin botanique à Salon-de-Provence au quartier de Canourgues ; il y introduit des catalpas, des tulipiers et des érables.
À peine revenu en France il est sollicité pour se rendre en Guyane. Il reçoit le 2 mai 1762 un ordre du Ministre de se rendre dans ce pays en tant qu'apothicaire botaniste du roi. Il arrive à destination le 23 juillet 1762. À son arrivée, il est hébergé un temps à l'habitation Loyola, jusqu'à ce qu'il se brouille avec les pères Jésuites. Dans ce pays pratiquement inexploré Fusée-Aublet constitue un très important herbier.
Malade, il quitte la Guyane en 1764 pour Saint-Domingue à la demande du comte d'Estaing, et y demeure 8 mois. Directeur du Môle-Saint-Nicolas, il fonde la ville de Bombardopolis (nom donné en l'honneur de son protecteur Monsieur de Bombarde).
Il rentre à Paris en 1765 en apportant son riche herbier. Il fait vérifier par Bernard de Jussieu ses descriptions et ses dessins avant de les faire graver. Cela lui permet de faire paraître son Histoire des plantes de la Guiane françoise, Paris, 1775, ornée de près de 400 gravures en taille-douce. Il est l’auteur de diverses publications sur les objets et le commerce de la Guyane.
Il épouse sa concubine Armelle Conan le lundi 22 mai 1775, à Paris, reconnaissant en même temps son fils Charles. Trois ans plus tard, il meurt le 6 mai 1778 à Paris.

## Herbier
La majeure partie de l'herbier, les notes et les dessins originaux de Fusée-Aublet furent acquis par Sir Joseph Banks illégalement (ils étaient légalement la propriété du roi de France) et rapatriés à Londres, où ils sont depuis conservés à l'herbier du British Museum,.
Jean-Jacques Rousseau (1712-1778) entre en possession d'une autre partie de l'herbier de Fusée-Aublet trois mois avant sa mort, mais cet herbier ne sera redécouvert que bien plus tard et ce n'est qu'en 1953 qu'il rejoint les autres herbiers du Muséum national d'histoire naturelle.

### Publications
- Histoire des plantes de la Guiane françoise rangées suivant la méthode sexuelle (P.-F. Didot jeune, Londres et Paris, quatre volumes, 1775). Exemplaires numérisés sur biodiversitylibrary.org :
  - Histoire des plantes de la Guiane françoise, t. 1, 621 p. (lire en ligne).
  - Histoire des plantes de la Guiane françoise, t. 2, 160 p. (lire en ligne).
  - Histoire des plantes de la Guiane françoise, t. 3, 402 p. (lire en ligne).
  - Histoire des plantes de la Guiane françoise, t. 4, 414 p. (lire en ligne).